# Odontonema auriculatum
Odontonema auriculatum är en akantusväxtart som först beskrevs av Joseph Nelson Rose, och fick sitt nu gällande namn av T.F. Daniel. Odontonema auriculatum ingår i släktet Odontonema och familjen akantusväxter. Inga underarter finns listade i Catalogue of Life.